# (8488) d’Argens
(8488) d’Argens (1989 SR1) – planetoida z grupy pasa głównego asteroid okrążająca Słońce w ciągu 3,4 lat w średniej odległości 2,26 au. Odkryta 26 września 1989 roku.